# Sandrine Bonnaire
Sandrine Bonnaire (Gannat, 31 de mayo de 1967) es una actriz y directora de cine francesa. Ha participado en películas de los más importantes directores de su país, como Agnès Varda, Jacques Rivette, Claude Chabrol, Maurice Pialat, André Téchiné o  Patrice Leconte. 
Nació en una familia obrera de la región francesa de Auvernia. Fue la séptima de once hermanos. Sus primeras apariciones en el cine fueron en 1982, cuando participó como extra en La Boum 2, dirigida por Claude Pinoteau, y en la comedia Les Sous-doués en vacances, de Claude Zidi. 
Su gran revelación llegó un año después, 1983, cuando Maurice Pialat le ofreció el papel protagonista de A nuestros amores. A partir de entonces, el nombre de Sandrine Bonnaire se asocia al cine de calidad francés. Su carrera ha sido muy prestigiosa, ha recibido numerosos premios y ha participado también en películas fuera de su país. 
Bonnaire tiene dos hijas, una fruto de su relación con William Hurt (con quien coincidió en 1991 en el rodaje de La peste de Luis Puenzo) y la segunda de su marido (se casó en 2003), el guionista Guillaume Laurant.

## Filmografía

### Como actriz
Su carrera como actriz comenzó en 1983, a los dieciséis años, cuando protagonizó la película de Maurice Pialat A nuestros amores (título original: À nos amours). Bonnaire interpretaba a una adolescente parisina de quince años cuyas relaciones sexuales son muy promiscuas. Por este papel ganó en 1984 el Premio César a la mejor actriz revelación.
La carrera internacional de Bonnaire comenzó gracias a la película Sin techo ni ley (título original: Sans toit ni loi), de la directora Agnès Varda (1985). El papel de la vagabunda protagonista valió a Bonnaire numerosos premios: el César a la mejor actriz y el premio de la Asociación de Críticos de Cine de Los Ángeles (ambos en 1986).
Participó en la película Bajo el sol de Satán, de Maurice Pialat, adaptación de la novela homónima de Georges Bernanos. Esta película ganó la Palma de Oro del Festival de Cannes de 1987. Bonnaire, por su parte, fue candidata en 1988 al Premio César a la mejor actriz por su papel de Mouchette, la joven amante del sacerdote Donissan (Gérard Depardieu).
En 1989 se estrenó Monsieur Hire, película dirigida por Patrice Leconte y protagonizada por Michel Blanc (en el personaje que da título a la obra, un hombre misántropo que se enamora del personaje interpretado por Sandrine Bonnaire). La película está basada en la novela homónima de Georges Simenon y tuvo excelentes críticas. Participó en el Festival de Cannes de 1989 y Bonnaire volvió a ser candidata al Premio César a la mejor actriz.
Encarnó al personaje de Juana de Arco en Jeanne la Pucelle 1994, dirigida por Jacques Rivette, película de gran duración que se dividió en dos partes, Juana de Arco I - Las batallas y Juana de Arco II - Las prisiones. Esta interpretación le valió su tercera candidatura en los Premios César de 1995.
Fue candidata por cuarta vez al Premio César a la mejor actriz en 1996 por su interpretación de Sophie en La ceremonia (La cérémonie) de Claude Chabrol. La película, estrenada en 1995, está basada en la novela A Judgement in Stone, de Ruth Rendell. Las críticas fueron excelentes y se destacó la calidad de las actuaciones de Jacqueline Bisset (candidata al Premio César a la mejor actriz secundaria), Isabelle Huppert (ganadora del César a la mejor actriz) y Sandrine Bonnaire (candidata a este premio y ganadora con Huppert de la Copa Volpi del Festival de Venecia de 1995).
Este/Oeste (1999), de Régis Wargnier, supuso la quinta candidatura de Bonnaire a los Premios César. Se trata de una coproducción franco-ucraniano-ruso-búlgaro-española con guion de Rustam Ibragimbekov, Sergéi Bodrov, Louis Gardel y Régis Wargnier, candidata al Óscar a la mejor película de lengua no inglesa (2000). Aparte de Bonnaire, actuaron en la película Oleg Menshikov, Sergéi Bodrov (hijo) y Catherine Deneuve.
En 2006, en el telefilme Le Procès de Bobigny, dirigida por François Luciani, interpretó el papel de una persona que estaba viva en el momento del rodaje, la madre de una joven menor de edad Marie-Claire Chevalier, que tras ser violada en 1972, abortó con la ayuda de cuatro mujeres entre ellas su madre. Fueron acusadas de aborto y complicidad por lo que fueron juzgadas y defendidas por la abogada Gisèle Halimi, teniendo este proceso una enorme repercusión que contribuyó al avance de la despenalización del aborto en Francia. En una entrevista, Bonnaire comentó sobre interpretar a una persona viva: «Te obliga a dejar a un lado tu ego como actriz. Tienes que tener razón, porque siempre está el pensamiento de que la otra persona, la persona afectada, verá la película. El pensamiento de no traicionar, aunque sea una adaptación». Además, sobre el contexto en el que suceden los hechosː « iTodas las mujeres que, por falta de medios, no podían recibir tratamiento, abortaban. Se sometieron a una operación clandestina y peligrosa ¡y fueron consideradas como criminales!».
En 2013, trabajó con el cantautor Jacques Higelin y, en el álbum Beau Repaire, cantó Duo d'anges heureux a dúo con él.
En la primavera de 2013, protagonizó por primera vez la 42.ª película en solitario de Claude Lelouch, Salaud, on t'aime, en la que actuó junto a Johnny Hallyday y Eddy Mitchell; la película se estrenó en cines en abril de 2014.
En 2014, regresó a los escenarios en Valence, interpretando L'Odeur des planches de Samira Sedira en una lectura escenificada dirigida por Richard Brunel.
El 5 de marzo de 2020, con motivo del Día Internacional de la Mujer, participó en un desfile de moda en Túnez organizado por el Instituto Francés titulado Over fifty... et alors ? (Más de cincuenta... ¿y ahora?), dedicado a las mujeres que han cumplido cincuenta años.
El 1 de junio de 2022, apareció disfrazada de hombre en el vídeo de la canción L'Homme qui court, del álbum Radio Londres del cantante Axel Bauer.

### Como directora
En 2007 Bonnaire debutó como directora con el documental Su nombre es Sabine (título original: Elle s'appelle Sabine). En esta película, Bonnaire hace un retrato cinematográfico de su hermana Sabine, que padece un retraso mental que fue tardíamente diagnosticado como una forma de autismo. En mayo de 2007 se proyectó en la Quincena de Realizadores del Festival de Cannes.

### Relación de películas como actriz

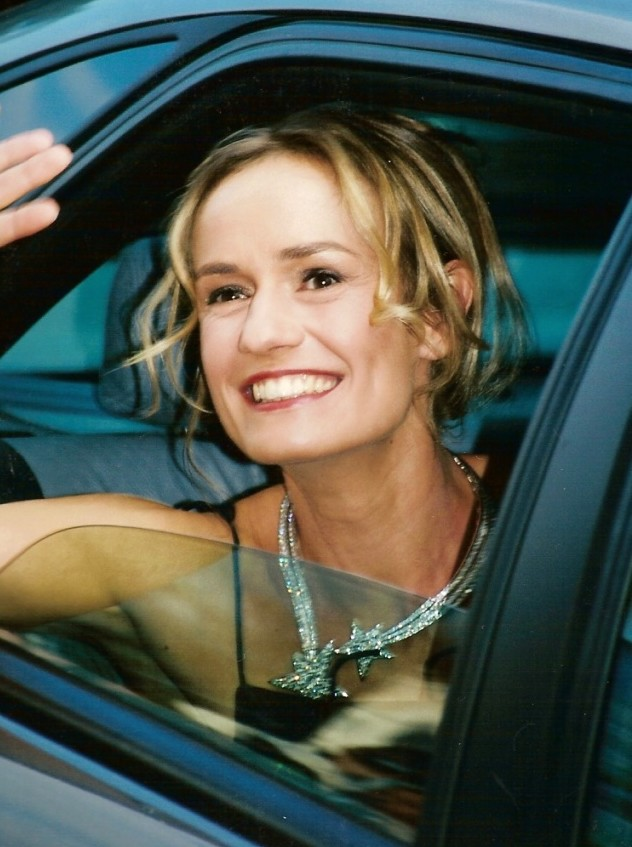
Sandrine Bonnaire en el festival de Cannes del año 2000.

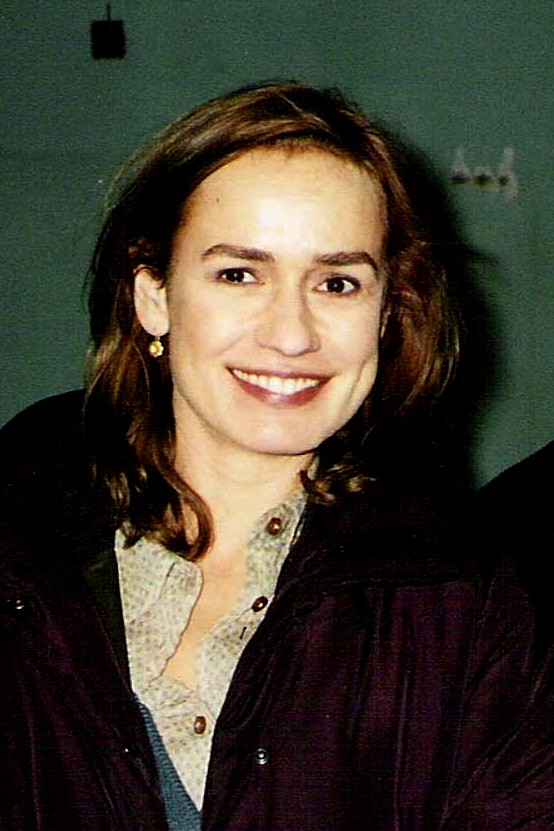
Bonnaire en 2003 en el estreno de Le Cou de la girafe.

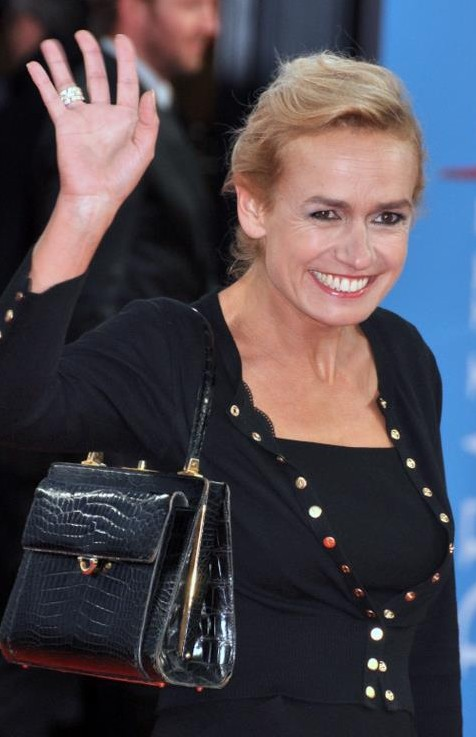
Sandrine Bonnaire en 2012, Festival de Deauville.

- 1980 : La Boum, de Claude Pinoteau, papel menor
- 1982 : Les Sous-doués en vacances, de Claude Zidi, papel menor
- 1983 : A nuestros amores, de Maurice Pialat : Suzanne
- 1984 : Tir à vue, de Marc Angelo : Marilyn
- 1985 : Blanche et Marie, de Jacques Renard : Marie
- 1985 : Le Meilleur de la vie de Renaud Victor : Véronique
- 1985 : Police, de Maurice Pialat : Lydie
- 1985 : Sin techo ni ley, de Agnès Varda : Mona
- 1986  : La Puritaine, de Jacques Doillon : Manon
- 1987 : Les Innocents, de André Téchiné : Jeanne
- 1987 : Sous le soleil de Satan, de Maurice Pialat : Mouchette
- 1988 : Quelques jours avec moi, de Claude Sautet : Francine
- 1988 : Peaux de vaches, de Patricia Mazuy : Annie
- 1989 : Monsieur Hire, de Patrice Leconte : Alice
- 1990 : La Captive du désert, de Raymond Depardon : la cautiva
- 1990 : Dans la soirée (Verso sera), de Francesca Archibugi : Stella
- 1991 : Le Ciel de Paris, de Michel Béna : Suzanne
- 1991 : La Peste, de Luis Puenzo : Martine Rambert
- 1992 : Prague, de Ian Sellar : Elena
- 1994 : Jeanne la Pucelle I - Les batailles, de Jacques Rivette : Jeanne
- 1994ː Jeanne la Pucelle II - Les prisons, de  Jacques Rivette : Jeanne
- 1994 : Confidences à un inconnu (Ispoved neznakomtsu), de Georges Bardawil : Natalia
- 1995 : Les cent et une Nuits de Simon Cinéma, de Agnès Varda : La vagabonde
- 1995 : La ceremonia, de Claude Chabrol : Sophie
- 1996 : Never Ever, de Charles Finch : Katherine Beaufort
- 1997 : Die Schuld der Liebe, de Andreas Gruber : Monica Besse
- 1998 : Secret défense, de Jacques Rivette : Sylvie
- 1998 : Voleur de vie, de Yves Angelo : Olga
- 1999 : Au cœur du mensonge, de Claude Chabrol : Viviane Sterne
- 1999 : Este/Oeste, de Régis Wargnier : Marie
- 2001 : Mademoiselle, de Philippe Lioret : Claire Canselier
- 2001 : C'est la vie, de Jean-Pierre Améris : Suzanne
- 2002 : Femme Fatale, de Brian De Palma : Ella misma
- 2003 : Résistance, de Todd Komarnicki : Lucette Oomlop
- 2004 : Confidences trop intimes, de Patrice Leconte : Anna
- 2004 : Le Cou de la girafe, de Safy Nebbou : Hélène
- 2004 : L'Équipier, de Philippe Lioret : Mabé Le Guen
- 2006 : Demandez la permission aux enfants, de Éric Civanyan : Marie
- 2007 : Je crois que je l'aime, de Pierre Jolivet : Elsa
- 2007 : Un cœur simple, de Marion Laine : Félicité
- 2008 : L'Empreinte, de Safy Nebbou : Claire Vigneaux
- 2009 : Joueuse, de Caroline Bottaro : Hélène
- 2012 : Adieu Paris, de Franziska Buch : Françoise Dupret
- 2014 : Salaud, on t'aime, de Claude Lelouch : Nathalie Beranger
- 2015 : La dernière leçon, de Pascale Pouzadoux : Diane
- 2016: Le ciel attendra de Marie-Castille Mention-Schaar : Catherine Bouzaria
- 2017 : Une saison en France de Mahamat Saleh Haroun : Carole Blaszak
- 2017 : Prendre le large de Gaël Morel : Édith Clerval
- 2019 : K contraire de Sarah Marx : Gabrielle Fravielle
- 2019 : Trois jours et une vie de Nicolas Boukhrief : Blanche Courtin
- 2020 : Voir le jour de Marion Laine : Jeanne
- 2021 : Umami de Slony Sow : Louise Carvin
- 2021 : L'amour c'est mieux que la vie de Claude Lelouch : Sandrine
- 2021: L’Événement de Audrey Diwan : Gabrielle
- 2022 : Umami de Slony Sow : Louise Carvin
- 2023 : Comme une louve de Caroline Glorion : Élodie Piat
- 2023 : Limonov: The Ballad of Eddie de Kirill Serebrennikov
- 2023: Dance First de James Marsh : Suzanne Dechevaux-Dumesnil

## Premios y nominaciones
| Película                          | Premio                                    | Categoría                    | Resultado |
| --------------------------------- | ----------------------------------------- | ---------------------------- | --------- |
| A nuestros amores                 | Premios César                             | Mejor Actriz de Revelación   | Ganadora  |
| Sin techo ni ley                  | Premios César                             | Mejor Actriz                 | Ganadora  |
| Sin techo ni ley                  | Sindicato Francés de Críticos de Cine     | Mejor Actriz                 | Ganadora  |
| Sin techo ni ley                  | National Society of Film Critics          | Mejor Actriz                 | Nominada  |
| Sin techo ni ley                  | Los Angeles Film Critics Association      | Mejor Actriz                 | Ganadora  |
| Sin techo ni ley                  | Premios Sant Jordi de Cinematografía      | Mejor actriz extranjera      | Ganadora  |
| Bajo el sol de Satán              | Premios César                             | Mejor Actriz                 | Nominada  |
| Monsieur Hire                     | Premios César                             | Mejor Actriz                 | Nominada  |
| Monsieur Hire                     | Premios Sant Jordi de Cinematografía      | Mejor actriz extranjera      | Ganadora  |
| La ceremonia                      | Premios César                             | Mejor Actriz                 | Nominada  |
| La ceremonia                      | Festival de Venecia                       | Copa Volpi a la Mejor Actriz | Ganadora  |
| Jeanne la Pucelle: 2. Les Prisons | Premios César                             | Mejor Actriz                 | Nominada  |
| Este/Oeste                        | Premios César                             | Mejor Actriz                 | Nominada  |
| Mademoiselle                      | Festival de Cabourg                       | Mejor Actriz                 | Ganadora  |
| Su nombre es Sabine               | Premios César                             | Mejor película documental    | Nominada  |
| Su nombre es Sabine               | Festival de Cannes                        | FIPRESCI Prize               | Ganadora  |
| Su nombre es Sabine               | Festival de Cannes                        | Cámara de oro                | Nominada  |
| Su nombre es Sabine               | Sindicato Francés de Críticos de Cine     | Mejor ópera prima            | Ganadora  |
| Su nombre es Sabine               | Premios Globos de Cristal                 | Mejor película documental    | Ganadora  |
| Su nombre es Sabine               | Festival Internacional de Cine de Chicago | Mejor película documental    | Nominada  |
| -                                 | Premios Magritte                          | Premio Honorífico            | Ganadora  |